# Igrzyska Panamerykańskie 2023
Igrzyska Panamerykańskie 2023 – 19. edycja igrzysk panamerykańskich, której zmagania rozgrywano w dniach 20 października – 5 listopada 2023 roku w Santiago. Udział w igrzyskach brało ok. 7 tys. sportowców reprezentujących 41 krajów. Były to pierwsze takie igrzyska, które miały miejsce na terytorium Chile.

## Rozgrywane dyscypliny
Sportowcy walczyli o medale igrzysk w 39 dyscyplinach:
| - Badminton (5) (szczegóły) - Baseball: - Baseball (1) (szczegóły) - Softball (1) (szczegóły) - Basque pelota (8) (szczegóły) - Boks (13) (szczegóły) - Bowling (4) (szczegóły) - Breakdance (2) (szczegóły) - Gimnastyka (26) (szczegóły) - Golf (2) (szczegóły) - Hokej na trawie (2) (szczegóły) - Jeździectwo (6) (szczegóły) - Judo (15) (szczegóły) - Kajakarstwo (16) (szczegóły) - Karate (12) (szczegóły) - Kolarstwo (22) (szczegóły) - Koszykówka (4) (szczegóły) - Lekkoatletyka (48) (szczegóły) - Łucznictwo (10) (szczegóły) - Narciarstwo wodne (10) (szczegóły) - Pięciobój nowoczesny (5) (szczegóły) - Piłka nożna (2) (szczegóły) - Piłka ręczna (2) (szczegóły) | - Podnoszenie ciężarów (10) (szczegóły) - Racquetball (7) (szczegóły) - Rugby 7 (2) (szczegóły) - Siatkówka: - Siatkówka (halowa) (2) (szczegóły) - Siatkówka plażowa (2) (szczegóły) - Sporty wodne: - Piłka wodna (2) (szczegóły) - Pływanie (36) (szczegóły) - Pływanie artystyczne (2) (szczegóły) - Pływanie na otwartym akwenie (2) (szczegóły) - Skoki do wody (10) (szczegóły) - Squash (7) (szczegóły) - Strzelectwo (15) (szczegóły) - Surfing (8) (szczegóły) - Szermierka (12) (szczegóły) - Taekwondo (13) (szczegóły) - Tenis stołowy (7) (szczegóły) - Tenis ziemny (5) (szczegóły) - Triathlon (3) (szczegóły) - Wioślarstwo (15) (szczegóły) - Wrotkarstwo (14) (szczegóły) - Wspinaczka sportowa (4) (szczegóły) - Zapasy (18) (szczegóły) - Żeglarstwo (13) (szczegóły) |

## Państwa uczestniczące
Udział w igrzyskach wzięło 41 krajów:

- Antyle Holenderskie (8)
- Argentyna (508)
- Aruba (14)
- Bahamy (20)
- Barbados (27)
- Belize (6)
- Bermudy (11)
- Boliwia (67)
- Brazylia (589)
- Brytyjskie Wyspy Dziewicze (4)
- Chile (625)
- Dominika (5)
- Dominikana (242)
- Ekwador (173)
- Grenada (5)
- Gujana (19)
- Haiti (14)
- Honduras (47)
- Jamajka (89)
- Kajmany (7)
- Kanada (443)
- Kolumbia (395)
- Kostaryka (90)
- Kuba (361)
- Meksyk (639)
- Nikaragua (24)
- Panama (92)
- Paragwaj (107)
- Peru (206)
- Portoryko (226)
- Saint Kitts i Nevis (5)
- Saint Lucia (4)
- Saint Vincent i Grenadyny (4)
- Salwador (83)
- Sportowcy neutralni (137)
- Stany Zjednoczone (592)
- Surinam (6)
- Trynidad i Tobago (63)
- Urugwaj (164)
- Wenezuela (283)
- Wyspy Dziewicze Stanów Zjednoczonych (10)

W październiku 2022 roku w prawach członka Międzynarodowego Komitetu Olimpijskiego została zawieszona Gwatemala. W związku z tą decyzją, sportowcy reprezentujący to państwo startowali pod flagą Panam Sports.

## Klasyfikacja medalowa
Kolorem niebieskim oznaczono kraj organizujący igrzyska.
| Miejsce | Państwo             | Złoto | Srebro | Brąz | Razem |
| ------- | ------------------- | ----- | ------ | ---- | ----- |
| 1.      | Stany Zjednoczone   | 124   | 75     | 87   | 286   |
| 2.      | Brazylia            | 66    | 73     | 66   | 205   |
| 3.      | Meksyk              | 52    | 38     | 52   | 142   |
| 4.      | Kanada              | 46    | 55     | 63   | 164   |
| 5.      | Kuba                | 30    | 22     | 17   | 69    |
| 6.      | Kolumbia            | 29    | 38     | 34   | 101   |
| 7.      | Argentyna           | 17    | 25     | 33   | 75    |
| 8.      | Chile               | 12    | 31     | 36   | 79    |
| 9.      | Peru                | 10    | 6      | 16   | 32    |
| 10.     | Wenezuela           | 8     | 15     | 21   | 44    |
| 11.     | Dominikana          | 8     | 7      | 17   | 32    |
| 12.     | Ekwador             | 7     | 12     | 17   | 36    |
| 13.     | Portoryko           | 3     | 6      | 11   | 20    |
| 14.     | Sportowcy neutralni | 3     | 4      | 12   | 19    |
| 15.     | Urugwaj             | 2     | 5      | 3    | 10    |
| 16.     | Panama              | 2     | 1      | 5    | 8     |
| 17.     | Boliwia             | 2     | 1      | 2    | 5     |
| 18.     | Kostaryka           | 1     | 1      | 7    | 9     |
| 19.     | Salwador            | 1     | 1      | 2    | 4     |
| 19.     | Trynidad i Tobago   | 1     | 1      | 2    | 4     |
| 21.     | Paragwaj            | 1     | 0      | 6    | 7     |
| 22.     | Jamajka             | 1     | 0      | 5    | 6     |
| 23.     | Aruba               | 0     | 2      | 1    | 3     |
| 24.     | Nikaragua           | 0     | 2      | 0    | 2     |
| 25.     | Bahamy              | 0     | 1      | 2    | 3     |
| 25.     | Gujana              | 0     | 1      | 2    | 3     |
| 25.     | Haiti               | 0     | 1      | 2    | 3     |
| 28.     | Antyle Holenderskie | 0     | 1      | 0    | 1     |
| 28.     | Surinam             | 0     | 1      | 0    | 1     |
| 30.     | Barbados            | 0     | 0      | 2    | 2     |
| 31.     | Bermudy             | 0     | 0      | 1    | 1     |
| 31.     | Dominika            | 0     | 0      | 1    | 1     |
| 31.     | Honduras            | 0     | 0      | 1    | 1     |
| 31.     | Saint Kitts i Nevis | 0     | 0      | 1    | 1     |
| Razem   | Razem               | 426   | 426    | 527  | 1379  |

Źródło: